# 臺灣臺北地方檢察署

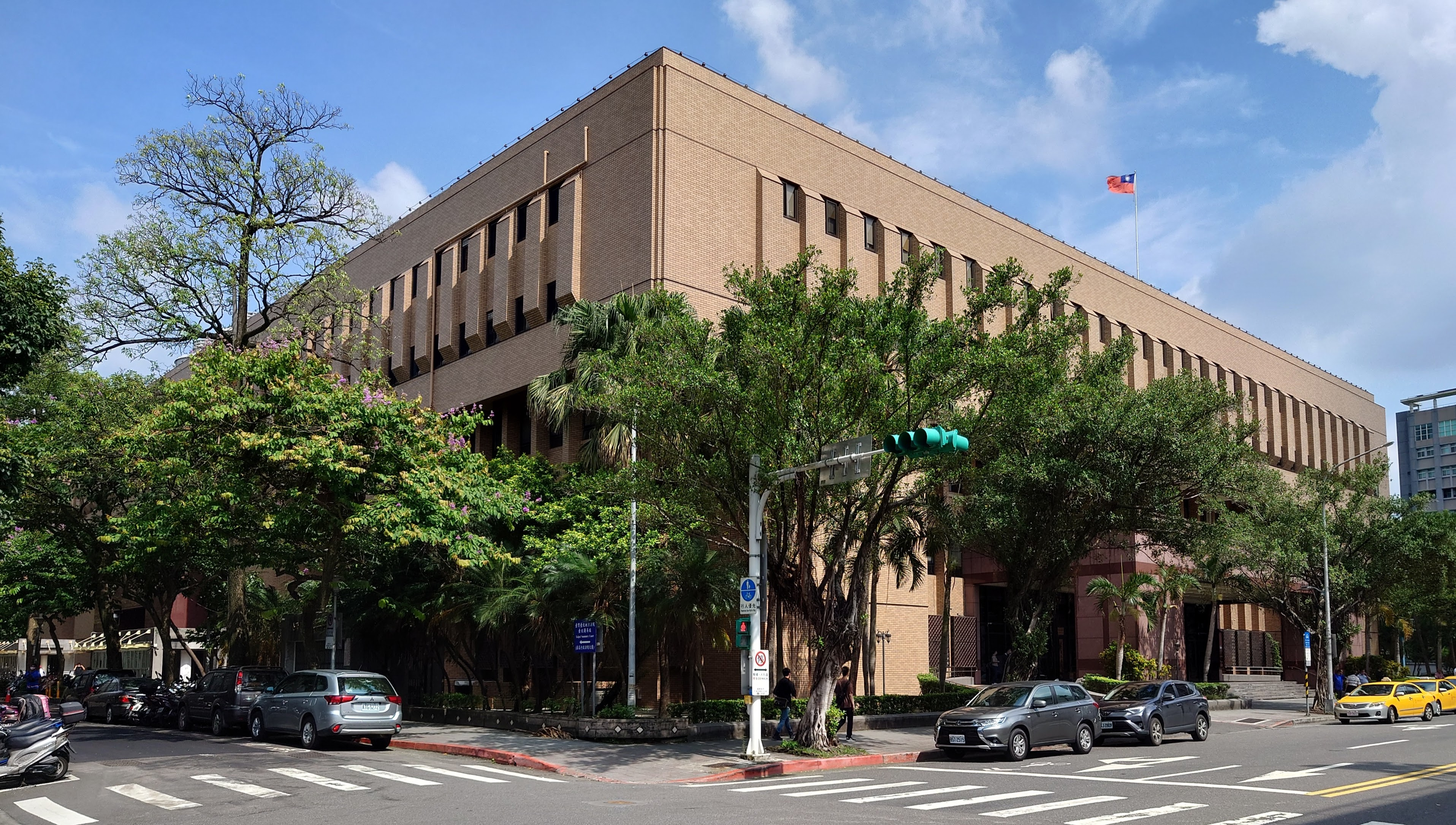
與臺北地方法院共用司法新廈南側

臺灣臺北地方檢察署，中華民國對應於臺灣臺北地方法院設置的檢察機關，一般被簡稱為臺北地檢署或北檢，另有一稱「天下第一檢」。與同在臺北都會區的新北地檢署、士林地檢署合稱北三檢。

## 沿革
台灣自日治時期引入西方法制開始，司法機關長期審檢不分，因此臺北地方法院檢察署於日治時期的前身「臺北地方法院檢察局」係隸屬於當時的臺北地方法院；1945年國民政府接收台灣，同年11月1日接收該局業務，並將該局更名為「臺灣臺北地方法院檢察處」時，仍然維持審檢不分的體制；迄1980年7月1日，審檢始分隸。
審檢分隸後，1989年12月24日《法院組織法》修正，改名「臺灣臺北地方法院檢察署」，機關首長「首席檢察官」亦同時改稱為「檢察長」。
2018年2月8日，全國檢察署正式去掉「法院」二字，直接命名「地方檢察署」。

## 管轄區和分局

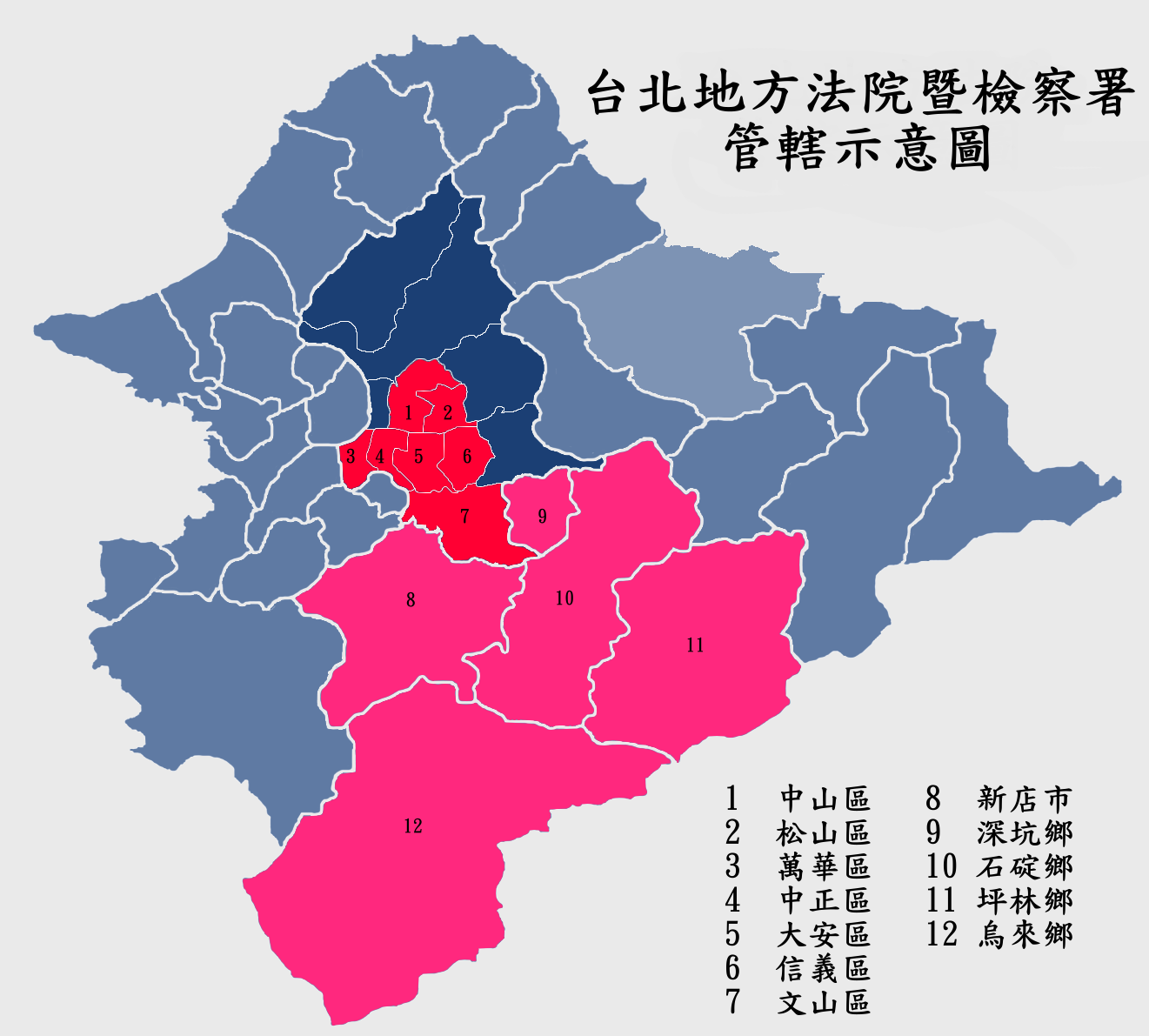
本圖為大台北地區行政區圖；紅色及桃紅色分別為本署在臺北市、新北市境內管轄區

| 縣/市 | 區域 | 備註      |
| 管轄 | 管轄 | 管轄      |
| --- | --- | --------- |
| 臺北市 | 中山區 大安區 松山區 信義區 中正區 萬華區 文山區                                                                  | 共7個區   |
| 新北市 | 新店區 石碇區 深坑區 坪林區 烏來區                                                                                | 共5個區   |
| 轄內分局 | |           |
| 臺北市 | 臺北市政府警察局 中正第一分局 中正第二分局 文山第一分局 文山第二分局 松山分局 大安分局 信義分局 萬華分局 中山分局 | 共9個分局 |
| 新北市 | 新北市政府警察局 新店分局                                                                                         | 共1個分局 |
| 含內政部警政署刑事警察局 內政部警政署航空警察局臺北分局 內政部警政署鐵路警察局臺北分局 內政部警政署國道公路警察局第一大隊 第六大隊 第九大隊 | |           |

## 樓層介紹
| 名稱                         | 地址                       | 樓層 | 樓層介紹                                                                                 |
| ---------------------------- | -------------------------- | ---- | ---------------------------------------------------------------------------------------- |
| 臺灣臺北地方檢察署第一辦公室 | 臺北市中正區博愛路131號    | 1樓  | 服務台、為民服務中心、訴訟輔導科、文書科、研考科、總務科、刑事報到處、具保責付、38偵查庭 |
| 臺灣臺北地方檢察署第一辦公室 | 臺北市中正區博愛路131號    | 2樓  | 第1至第18偵查庭、律師休息室                                                              |
| 臺灣臺北地方檢察署第一辦公室 | 臺北市中正區博愛路131號    | 3樓  | 第19至第37偵查庭                                                                         |
| 臺灣臺北地方檢察署第二辦公室 | 臺北市中正區博愛路172之1號 | 1樓  | 服務台、詢問室                                                                           |
| 臺灣臺北地方檢察署第三辦公室 | 臺北市中正區桃源街21號     | 1樓  | 執行科、觀護報到櫃檯、犯罪被害人保護人協會、更生人保護會                                 |

## 機關組織

### 本署
- 檢察長
- 襄閱主任檢察官
- 主任檢察官
- 檢察事務官
- 法醫室
- 書記處
  - 紀錄科
  - 執行科
  - 文書科
  - 研究考核科
  - 總務科
  - 資料科
  - 訴訟輔導科
  - 法警室
- 觀護人室
- 人事室
- 會計室
- 統計室
- 政風室
- 資訊室

## 歷任首長
| 任別   | 職稱       | 姓名   | 任期                          |
| 檢察長 | 檢察長     | 檢察長 | 檢察長                        |
| ------ | ---------- | ------ | ----------------------------- |
| 1      | 首席檢察官 | 蔣慰祖 | 1945年11月1日～1947年12月14日 |
| 2      | 首席檢察官 | 沙宗棠 | 1947年12月15日～1951年6月30日 |
| 3      | 首席檢察官 | 趙執中 | 1951年7月1日～1953年2月19日   |
| 4      | 首席檢察官 | 蔣邦樑 | 1953年2月20日～1960年1月31日  |
| 5      | 首席檢察官 | 楊鳴鐸 | 1960年2月1日～1963年9月1日    |
| 6      | 首席檢察官 | 焦沛澍 | 1963年9月2日～1970年9月6日    |
| 7      | 首席檢察官 | 褚劍鴻 | 1970年9月7日～1972年7月31日   |
| 8      | 首席檢察官 | 羅萃儒 | 1972年8月1日～1978年9月25日   |
| 9      | 首席檢察官 | 石明江 | 1978年9月26日～1982年11月7日  |
| 10     | 首席檢察官 | 陳 涵  | 1982年11月8日～1985年7月2日   |
| 11     | 首席檢察官 | 柴啟宸 | 1985年7月3日～1987年5月18日   |
| 12     | 檢察長     | 劉景義 | 1987年5月19日～1992年5月17日  |
| 13     | 檢察長     | 盧仁發 | 1992年5月18日～1996年4月22日  |
| 14     | 檢察長     | 吳英昭 | 1996年4月23日～1997年7月7日   |
| 15     | 檢察長     | 曾勇夫 | 1997年7月8日～1999年2月10日   |
| 代理   | 代理檢察長 | 周志榮 | 1999年2月11日～1999年4月29日  |
| 16     | 檢察長     | 陳聰明 | 1999年4月30日～2000年6月26日  |
| 17     | 檢察長     | 黃世銘 | 2000年6月27日～2001年4月26日  |
| 18     | 檢察長     | 施茂林 | 2001年4月27日～2004年11月4日  |
| 代理   | 代理檢察長 | 林邦樑 | 2004年11月5日～2005年3月15日  |
| 19     | 檢察長     | 顏大和 | 2005年3月16日～2007年4月11日  |
| 20     | 檢察長     | 王添盛 | 2007年4月12日～2008年7月31日  |
| 21     | 檢察長     | 林玲玉 | 2008年8月1日～2010年7月27日   |
| 22     | 檢察長     | 楊治宇 | 2010年7月28日～2015年5月6日   |
| 23     | 檢察長     | 蔡碧玉 | 2015年5月7日～2016年7月17日   |
| 24     | 檢察長     | 邢泰釗 | 2016年7月18日～2020年3月12日  |
| 25     | 檢察長     | 周章欽 | 2020年3月13日～2021年5月4日   |
| 26     | 檢察長     | 林邦樑 | 2021年5月5日～2023年5月2日    |
| 27     | 檢察長     | 鄭銘謙 | 2023年5月3日～2024年5月19日   |
| 代理   | 代理檢察長 | 蔡偉逸 | 2024年5月20日～2024年7月8日   |
| 28     | 檢察長     | 王俊力 | 2024年7月9日～現任            |

## 爭議

### 限制記者
2015年7月24日，在反課綱運動學生與民眾闖入教育部事件中，警方於凌晨4時20分起非法逮捕在現場採訪的記者以及沒收其器具，因北檢在沒有合理的理由下，限制這三位記者的住居。自由時報晚間22時47分針對該限制住居處分發出質疑與抗議聲明。

### 遭掛上民進黨旗
2022年12月16日，臺北地檢署遭不明人士田山盛國侵入，於頂樓懸掛中華民國國旗處上方，加掛一面民主進步黨黨旗。該男子後被依《中華民國刑法》無故侵入建築物罪起訴。。

### 京華城案疑似洩密
2024年9月初，鏡週刊報導檢方在偵查過程中，發現有與京華城案相關的證據，並據此認定柯文哲涉有重嫌。三立新聞與菱傳媒也傳出類似報導。外界質疑台北地檢署違反偵查不公開原則，主動把證據外洩給特定媒體。台北地檢署則否認有洩密或操縱輿論，並主動分他字案追查洩密事宜。2024年9月13日與9月16日，台北地檢署針對洩密事件，分別約談菱傳媒與三立新聞的記者。

### 引用
1. ↑  王聖藜. . 聯合新聞網. 2024-07-09  [2024-07-09]. （原始内容存档于2024-07-09）.
2. ↑  王定傳、陳彩玲. . 自由時報. 2024-06-21  [2025-07-03] （中文（臺灣））.
3. ↑  陳志賢. . 中時新聞網. 2023-07-07  [2025-07-03] （中文（臺灣））.
4. ↑  陳慰慈. . 自由時報電子報. 2018-02-08  [2018-02-08]. （原始内容存档于2021-05-09）.
5. ↑  歷史沿革 （页面存档备份，存于）.臺灣臺北地方檢察署.2007-05-16
6. ↑  管轄區域 （页面存档备份，存于）.臺灣臺北地方檢察署.2007-11-26
7. ↑  樓層介紹 （页面存档备份，存于） 臺灣臺北地方檢察署.2006-02-03
8. ↑  機關組織 （页面存档备份，存于）.臺灣臺北地方檢察署.2007-05-16
9. ↑  歷任首長 （页面存档备份，存于）.臺灣臺北地方檢察署.2017-07-31
10. ↑  檢察長介紹 （页面存档备份，存于） .臺灣臺北地方檢察署.2021-05-04
11. ↑  . 自由時報電子報. 2015-07-24  [2015-07-25]. （原始内容存档于2020-08-10）.
12. ↑  林長順. 蕭博文 , 编. . 台北: 中央通訊社. 2023-07-18  [2025-01-17] （中文（繁體））.
13. ↑  黃潔文. . TVBS新聞網. 2022-12-16  [2025-01-17] （中文（繁體））.
14. ↑  張至翔. . 上報. 2024-09-09  [2024-09-16]. （原始内容存档于2024-09-19） （中文（臺灣））.
15. ↑  呂志明. . 太報. 2024-09-16  [2024-09-16] （中文（臺灣））.